# Pierre Louis Dekeyser
Pierre Louis Dekeyser, né le 5 juin 1914 au Quesnoy et mort le 1er septembre 1984 à Nova Friburgo (Brésil), est un zoologiste français.

## Biographie
Après ses études supérieures de biologie, il fait son service militaire dans le 13e régiment de Dragon et participe en 1940 à la Campagne de France au 4e escadron du 6e régiment de Dragons.
De son mariage en 1938 avec Jeanne Engel, il a trois enfants, Pierre, Patrick et Serge marié au sculpteur Danièle Dekeyser,.
De 1949 à 1965, collaborateur de Théodore Monod, il est responsable du département de zoologie de l'Institut français d'Afrique Noire à Dakar (Sénégal). Il a été coordinateur scientifique pour la réalisation du Musée de la Mer de  l'île de Gorée à Dakar, inauguré en 1960.
En 1965, il arrive au Brésil au titre de la Coopération Scientifique et Technique du Ministère Français des Affaires Étrangères en qualité de professeur invité à l'Université de Brasilia. En 1977 il sera  professeur à l'Université fédérale de Paraíba à Joao Pessoa, dans le laboratoire de zoologie, où il prend sa retraite en 1981.

## Missions scientifiques
- 1946 : Sénégal - Casamance - Guinée - Côte d'Ivoire
- 1947 : Richard-Toll (Sénégal) - Côte d'Ivoire - Libéria (Est)
- 1948 : Côte d'Ivoire - Libéria
- 1951 : Mauritanie - Richard-Toll (Sénégal) - L'île de Fernando Poo - Cameroun
- 1955 : Parc national du Niokolo-Koba (Sénégal)
- 1958 : Parc national du Niokolo-Koba
- 1967 : Région Brasilia - Belém (Brésil)
- 1972 : Région de Jataí - Goias (Brésil)
- 1976 : Mato Grosso (Brésil)

## Travaux
- Les Mammifères Française de l'Afrique Noire, Initiations Africaines no 1, Dakar, 61 p., 47 figs., 1948
- Les animaux de l'Afrique Noire Française protégés, Initiations Africaines no 5, Dakar, 128 p., 57 figs., 1951 (en col avec Villiers A.).
- Notations écologique et biogéographiques sur la Faune de l'Adrar, Mémoires de l'Institut français d'Afrique Noire no 44, Dakar, IFAN, p. 222, 25 pl., 85 figues., 1956 (en col. avec Villiers A.)
- La Vie animale au Sahara, Paris, Colin, CAC, 220 p., 33 figs. cartes, biblio., 1959, (en col. Derivot).
- Les Oiseaux de l'Ouest-Africain, Initiations africaines et Études n° XIX, fasc. 1, 507 p., 494 figures., 1 carte en coul., 1966 (en col. Derivot).
- Les Oiseaux de l'Ouest-Africain, Initiations africaines et Études, n° XIX, phase. 2, 19 planches en couleurs, 150 planches en noir / blanc, 1967 (en col. Derivot)
- Les Oiseaux de l'Ouest-Africain, Initiations et Études Africaines, n° XIX, sources et critiques des notes, phase. 3, 112 p., cartes, bibliographie, 1968 (en col. Derivot).

## Distinctions
- 1940 : Croix de Guerre (1939-1945)
- 1955 : Médaille d'Argent de la Société Nationale d'Acclimatation et de la Protection de la Nature
- 1963 : Officier de l'Ordre des Palmes Académiques
- 1963 : Officier de l'Ordre National du Lion (Ordre National du Sénégal - République du Sénégal)
- 1984 : Diplôme d'Honneur du Mérite du Conseil National pour le Développement Scientifique et Technologique du Brésil

## Espèces décrites en son honneur
- Bicyclus dekeyseri Condamin (Insecta: Lepidoptera)
- Alluaudomyia dekeyseri Clastrier (Insecta: Diptera)
- Atrichopogon dekeyseri Clastrier (Insecta: Diptera)
- Culicoides dekeyseri Clastrier (Insecta: Diptera)
- Odoriphila dekeyseri Tendeiro (Insecta: mallophages)
- Cephalium dekeyseri Villiers(Insecta: Homoptera)
- Plesowithius dekeyseri Vachon (Arachnides: Pseudoscorpionida)
- Simulium dekeyseri Shelley & Py-Daniel (Insecta: Diptera)
- Ananteris dekeyseri Lourenço (Aracnida Scorpion)